# Россоховатский сельский совет Харьковской области
Россоховатский сельский совет — входит в состав Кегичевского района Харьковской области Украины.
Административный центр сельского совета находится в селе Рассоховатая.

## Населённые пункты совета
- село Крутояровка
- село Рассоховатая